# Leviellus kochi
Espèce
Synonymes
- Zilla kochii Thorell, 1870

Leviellus kochi est une espèce d'araignées aranéomorphes de la famille des Araneidae.

## Distribution
Cette espèce se rencontre en Europe du Sud, en Afrique du Nord, en Turquie et en Asie centrale.

## Description
Le mâle décrit par Levi en 1974 mesure 7 mm et la femelle 7,5 mm.

## Systématique et taxinomie
Cette espèce a été décrite sous le protonyme Zilla kochi par Thorell en 1870. Elle est placée dans le genre Zygiella par Simon en 1929 puis dans le genre Leviellus par Wunderlich en 2004.

## Publication originale
- Thorell, 1870 : Remarks on synonyms of European spiders. Part I. Uppsala, p. 1-96 (texte intégral).